# 1607

## أحداث
- تأسيس مدينة فريد آباد وتقع حاليا في الهند.
- 14 مايو - تأسيس مستعمرة جيمستاون، أول مستعمرة بريطانية في أمريكا الشمالية، وقد تم إنشاؤها من طرف مهاجرين إنجليز مضطهدين في بلدهم لأسباب سياسية أو دينية.

## مواليد
- جون هارفارد